# Danh sách tiểu hành tinh: 21301–21400
| Tên                   | Tên đầu tiên | Ngày phát hiện       | Nơi phát hiện    | Người phát hiện                                  |
| --------------------- | ------------ | -------------------- | ---------------- | ------------------------------------------------ |
| 21301 Zanin           | 1996 WE3     | 22 tháng 11 năm 1996 | Farra d'Isonzo   | Farra d'Isonzo                                   |
| 21302 Shirakamisanchi | 1996 XU      | 1 tháng 12 năm 1996  | Chichibu         | N. Sato                                          |
| 21303 -               | 1996 XJ1     | 2 tháng 12 năm 1996  | Oizumi           | T. Kobayashi                                     |
| 21304 -               | 1996 XL1     | 2 tháng 12 năm 1996  | Oizumi           | T. Kobayashi                                     |
| 21305 -               | 1996 XP1     | 2 tháng 12 năm 1996  | Oizumi           | T. Kobayashi                                     |
| 21306 Marani          | 1996 XF2     | 1 tháng 12 năm 1996  | Pianoro          | V. Goretti                                       |
| 21307 -               | 1996 XG3     | 3 tháng 12 năm 1996  | Oizumi           | T. Kobayashi                                     |
| 21308 -               | 1996 XG5     | 2 tháng 12 năm 1996  | Pleiade          | P. Antolini, F. Castellani                       |
| 21309 -               | 1996 XH5     | 6 tháng 12 năm 1996  | Kiso             | Hiệp hội bảo vệ không gian Nhật Bản              |
| 21310 -               | 1996 XM5     | 7 tháng 12 năm 1996  | Oizumi           | T. Kobayashi                                     |
| 21311 Servius         | 1996 XC9     | 4 tháng 12 năm 1996  | Colleverde       | V. S. Casulli                                    |
| 21312 -               | 1996 XF14    | 4 tháng 12 năm 1996  | Kitt Peak        | Spacewatch                                       |
| 21313 Xiuyanyu        | 1996 XY14    | 10 tháng 12 năm 1996 | Xinglong         | Chương trình tiểu hành tinh Bắc Kinh Schmidt CCD |
| 21314                 | 1996 XG15    | 10 tháng 12 năm 1996 | Xinglong         | Beijing Schmidt CCD Asteroid Program             |
| 21315 -               | 1996 XN17    | 5 tháng 12 năm 1996  | Kitt Peak        | Spacewatch                                       |
| 21316 -               | 1996 XY17    | 7 tháng 12 năm 1996  | Kitt Peak        | Spacewatch                                       |
| 21317 -               | 1996 XV18    | 12 tháng 12 năm 1996 | Kleť             | Kleť                                             |
| 21318                 | 1996 XU26    | 8 tháng 12 năm 1996  | Xinglong         | Chương trình tiểu hành tinh Bắc Kinh Schmidt CCD |
| 21319                 | 1996 XX26    | 8 tháng 12 năm 1996  | Xinglong         | Beijing Schmidt CCD Asteroid Program             |
| 21320 -               | 1996 XF31    | 14 tháng 12 năm 1996 | Oizumi           | T. Kobayashi                                     |
| 21321 -               | 1997 AN2     | 3 tháng 1 năm 1997   | Oizumi           | T. Kobayashi                                     |
| 21322 -               | 1997 AV2     | 3 tháng 1 năm 1997   | Oizumi           | T. Kobayashi                                     |
| 21323 -               | 1997 AZ3     | 6 tháng 1 năm 1997   | Oizumi           | T. Kobayashi                                     |
| 21324                 | 1997 AY5     | 2 tháng 1 năm 1997   | Xinglong         | Chương trình tiểu hành tinh Bắc Kinh Schmidt CCD |
| 21325                 | 1997 AB6     | 2 tháng 1 năm 1997   | Xinglong         | Beijing Schmidt CCD Asteroid Program             |
| 21326 -               | 1997 AW6     | 8 tháng 1 năm 1997   | Oizumi           | T. Kobayashi                                     |
| 21327 -               | 1997 AJ13    | 11 tháng 1 năm 1997  | Oizumi           | T. Kobayashi                                     |
| 21328 Otashi          | 1997 AM13    | 11 tháng 1 năm 1997  | Oizumi           | T. Kobayashi                                     |
| 21329 -               | 1997 AP15    | 12 tháng 1 năm 1997  | Haleakala        | NEAT                                             |
| 21330 -               | 1997 AT20    | 11 tháng 1 năm 1997  | Kitt Peak        | Spacewatch                                       |
| 21331 Lodovicoferrari | 1997 BO      | 17 tháng 1 năm 1997  | Prescott         | P. G. Comba                                      |
| 21332                 | 1997 BX      | 18 tháng 1 năm 1997  | Xinglong         | Chương trình tiểu hành tinh Bắc Kinh Schmidt CCD |
| 21333 -               | 1997 BM2     | 30 tháng 1 năm 1997  | Oizumi           | T. Kobayashi                                     |
| 21334 -               | 1997 BO2     | 30 tháng 1 năm 1997  | Oizumi           | T. Kobayashi                                     |
| 21335 -               | 1997 BO3     | 31 tháng 1 năm 1997  | Oizumi           | T. Kobayashi                                     |
| 21336 -               | 1997 BU8     | 31 tháng 1 năm 1997  | Kitt Peak        | Spacewatch                                       |
| 21337 -               | 1997 BN9     | 17 tháng 1 năm 1997  | Campo Imperatore | A. Boattini, A. Di Paola                         |
| 21338 -               | 1997 CZ      | 1 tháng 2 năm 1997   | Oizumi           | T. Kobayashi                                     |
| 21339 -               | 1997 CL1     | 1 tháng 2 năm 1997   | Oizumi           | T. Kobayashi                                     |
| 21340 -               | 1997 CS19    | 11 tháng 2 năm 1997  | Oizumi           | T. Kobayashi                                     |
| 21341 -               | 1997 CV19    | 12 tháng 2 năm 1997  | Oizumi           | T. Kobayashi                                     |
| 21342                 | 1997 CS28    | 4 tháng 2 năm 1997   | Xinglong         | Chương trình tiểu hành tinh Bắc Kinh Schmidt CCD |
| 21343 -               | 1997 EF      | 1 tháng 3 năm 1997   | Oizumi           | T. Kobayashi                                     |
| 21344 -               | 1997 EM      | 2 tháng 3 năm 1997   | Oizumi           | T. Kobayashi                                     |
| 21345                 | 1997 ED3     | 3 tháng 3 năm 1997   | Xinglong         | Chương trình tiểu hành tinh Bắc Kinh Schmidt CCD |
| 21346 Marieladislav   | 1997 EL11    | 9 tháng 3 năm 1997   | Ondřejov         | P. Pravec                                        |
| 21347                 | 1997 EO11    | 3 tháng 3 năm 1997   | Xinglong         | Chương trình tiểu hành tinh Bắc Kinh Schmidt CCD |
| 21348 Toyoteru        | 1997 EM25    | 1 tháng 3 năm 1997   | Chichibu         | N. Sato                                          |
| 21349 -               | 1997 ER31    | 10 tháng 3 năm 1997  | Kitt Peak        | Spacewatch                                       |
| 21350 -               | 1997 EN32    | 11 tháng 3 năm 1997  | Kitt Peak        | Spacewatch                                       |
| 21351 Bhagwat         | 1997 EC36    | 4 tháng 3 năm 1997   | Socorro          | LINEAR                                           |
| 21352 -               | 1997 EB57    | 10 tháng 3 năm 1997  | La Silla         | E. W. Elst                                       |
| 21353                 | 1997 FG      | 19 tháng 3 năm 1997  | Xinglong         | Chương trình tiểu hành tinh Bắc Kinh Schmidt CCD |
| 21354                 | 1997 FM      | 21 tháng 3 năm 1997  | Xinglong         | Beijing Schmidt CCD Asteroid Program             |
| 21355 Pikovskaya      | 1997 FZ3     | 31 tháng 3 năm 1997  | Socorro          | LINEAR                                           |
| 21356 Karlplank       | 1997 FG4     | 31 tháng 3 năm 1997  | Socorro          | LINEAR                                           |
| 21357 Davidying       | 1997 FJ4     | 31 tháng 3 năm 1997  | Socorro          | LINEAR                                           |
| 21358 Mijerbarany     | 1997 GT15    | 3 tháng 4 năm 1997   | Socorro          | LINEAR                                           |
| 21359 Geng            | 1997 GN22    | 6 tháng 4 năm 1997   | Socorro          | LINEAR                                           |
| 21360 -               | 1997 GW30    | 8 tháng 4 năm 1997   | Kitt Peak        | Spacewatch                                       |
| 21361 -               | 1997 HQ      | 28 tháng 4 năm 1997  | Kitt Peak        | Spacewatch                                       |
| 21362 -               | 1997 HS3     | 30 tháng 4 năm 1997  | Kitt Peak        | Spacewatch                                       |
| 21363 Jotwani         | 1997 HX11    | 30 tháng 4 năm 1997  | Socorro          | LINEAR                                           |
| 21364 Lingpan         | 1997 HS12    | 30 tháng 4 năm 1997  | Socorro          | LINEAR                                           |
| 21365                 | 1997 JS7     | 3 tháng 5 năm 1997   | Xinglong         | Chương trình tiểu hành tinh Bắc Kinh Schmidt CCD |
| 21366 -               | 1997 JT15    | 3 tháng 5 năm 1997   | La Silla         | E. W. Elst                                       |
| 21367 -               | 1997 LU1     | 2 tháng 6 năm 1997   | Kitt Peak        | Spacewatch                                       |
| 21368 Shiodayama      | 1997 LE10    | 6 tháng 6 năm 1997   | Nanyo            | T. Okuni                                         |
| 21369 Gertfinger      | 1997 NO4     | 8 tháng 7 năm 1997   | Caussols         | ODAS                                             |
| 21370 -               | 1997 TB28    | 1 tháng 10 năm 1997  | La Silla         | Uppsala-DLR Trojan Survey                        |
| 21371 -               | 1997 TD28    | 1 tháng 10 năm 1997  | La Silla         | Uppsala-DLR Trojan Survey                        |
| 21372 -               | 1997 TM28    | 6 tháng 10 năm 1997  | La Silla         | Uppsala-DLR Trojan Survey                        |
| 21373 -               | 1997 VF6     | 9 tháng 11 năm 1997  | Oizumi           | T. Kobayashi                                     |
| 21374 -               | 1997 WS22    | 24 tháng 11 năm 1997 | Siding Spring    | M. Hartley                                       |
| 21375 -               | 1997 YZ17    | 31 tháng 12 năm 1997 | Kitt Peak        | Spacewatch                                       |
| 21376 -               | 1998 BP8     | 25 tháng 1 năm 1998  | Oizumi           | T. Kobayashi                                     |
| 21377                 | 1998 CO1     | 6 tháng 2 năm 1998   | Xinglong         | Chương trình tiểu hành tinh Bắc Kinh Schmidt CCD |
| 21378 -               | 1998 CJ4     | 6 tháng 2 năm 1998   | La Silla         | E. W. Elst                                       |
| 21379 -               | 1998 DU13    | 27 tháng 2 năm 1998  | Caussols         | ODAS                                             |
| 21380 Devanssay       | 1998 DB20    | 27 tháng 2 năm 1998  | Caussols         | ODAS                                             |
| 21381 -               | 1998 EN      | 2 tháng 3 năm 1998   | Caussols         | ODAS                                             |
| 21382                 | 1998 EB8     | 2 tháng 3 năm 1998   | Xinglong         | Chương trình tiểu hành tinh Bắc Kinh Schmidt CCD |
| 21383                 | 1998 EC9     | 2 tháng 3 năm 1998   | Xinglong         | Beijing Schmidt CCD Asteroid Program             |
| 21384                 | 1998 EB10    | 1 tháng 3 năm 1998   | Xinglong         | Beijing Schmidt CCD Asteroid Program             |
| 21385 -               | 1998 FV8     | 22 tháng 3 năm 1998  | Kitt Peak        | Spacewatch                                       |
| 21386 -               | 1998 FC9     | 22 tháng 3 năm 1998  | Kitt Peak        | Spacewatch                                       |
| 21387 Wafakhalil      | 1998 FW16    | 20 tháng 3 năm 1998  | Socorro          | LINEAR                                           |
| 21388 Moyanodeburt    | 1998 FJ25    | 20 tháng 3 năm 1998  | Socorro          | LINEAR                                           |
| 21389 Pshenichka      | 1998 FX27    | 20 tháng 3 năm 1998  | Socorro          | LINEAR                                           |
| 21390 Shindo          | 1998 FV28    | 20 tháng 3 năm 1998  | Socorro          | LINEAR                                           |
| 21391 Rotanner        | 1998 FY31    | 20 tháng 3 năm 1998  | Socorro          | LINEAR                                           |
| 21392 Helibrochier    | 1998 FH32    | 20 tháng 3 năm 1998  | Socorro          | LINEAR                                           |
| 21393 Kalygeringer    | 1998 FF34    | 20 tháng 3 năm 1998  | Socorro          | LINEAR                                           |
| 21394 Justinbecker    | 1998 FY35    | 20 tháng 3 năm 1998  | Socorro          | LINEAR                                           |
| 21395 Albertofilho    | 1998 FJ41    | 20 tháng 3 năm 1998  | Socorro          | LINEAR                                           |
| 21396 Fisher-Ives     | 1998 FC52    | 20 tháng 3 năm 1998  | Socorro          | LINEAR                                           |
| 21397 Leontovich      | 1998 FJ54    | 20 tháng 3 năm 1998  | Socorro          | LINEAR                                           |
| 21398 Zengguoshou     | 1998 FX55    | 20 tháng 3 năm 1998  | Socorro          | LINEAR                                           |
| 21399 Bateman         | 1998 FG57    | 20 tháng 3 năm 1998  | Socorro          | LINEAR                                           |
| 21400 Ahdout          | 1998 FM57    | 20 tháng 3 năm 1998  | Socorro          | LINEAR                                           |